# Dialetto talian
Il dialetto talian, o semplicemente talian (detto anche veneto brasiliano) è un dialetto della lingua veneta parlato da circa 500 000 persone negli Stati brasiliani di Rio Grande do Sul e Santa Catarina, oltre che nei comuni di Santa Teresa e Venda Nova do Imigrante nell'Espírito Santo. Si tratta di un idioma a base veneta, con influssi di altri dialetti italiani e del portoghese; il talian non è considerato una lingua creola, nonostante l'alta incidenza di prestiti lessicali dal portoghese, poiché «la grammatica e il lessico rimangono fondamentalmente veneti».

## Storia
Immigranti italiani cominciarono a insediarsi nel sud del Brasile alla fine degli anni settanta dell'Ottocento. Essi provenivano da regioni differenti dell'Italia, soprattutto settentrionale, ma prevalevano i parlanti di lingua veneta. La nascita di una koiné dialettale su base veneta tra gli italo-brasiliani ebbe luogo all'interno della cosiddetta "Regione Coloniale Italiana" nel Nordest riograndense. A partire dalla metà del XX secolo, l'intensificarsi degli scambi socio-economico-culturali fra le diverse comunità italiane determinarono una rapida integrazione linguistica in «una parlata comune di tipo veneto, risultante di incroci dialettali tra i vari dialetti veneti, lombardi e la lingua portoghese». Tale koinè divenne una sorta di «linguaggio d'affari» nella regione. La formazione di una lingua comune fu favorita da alcuni fattori extralinguistici, come la distribuzione dei coloni secondo un criterio geografico e non etno-linguistico, i matrimoni fra parlanti di varietà regionali differenti, l'attività religiosa promossa dalle numerose cappelle rurali.
La componente veneta s'impose su tutte le altre parlate, compresa quella lombarda (cosicché qualsiasi parlante del gruppo lombardo sapeva parlare in veneto, ma non viceversa). Contestualmente, vennero meno i dialetti numericamente meno rappresentati, mentre continuarono a resistere isole dialettali per il bellunese-feltrino, il bergamasco, il cremonese, il mantovano, il milanese e il friulano. Nelle comunità rurali si istituì quindi un trilinguismo tra dialetti particolari, koinè veneta e portoghese; la lingua portoghese rimase predominante nei centri maggiori, mentre nei centri urbani minori la koinè veneta divenne la lingua d'uso principale.
Come il Riograndenser Hunsrückisch (hunsriqueano riograndense), il principale idioma tedesco parlato da brasiliani del sud di origine tedesca, il talian è stato sottoposto a misure persecutorie negli anni quaranta. A quel tempo, l'allora presidente Getúlio Vargas cominciò una campagna nazionalistica (simile al Nacionalismo della confinante Argentina o della stessa Italia unionista) per provare a costringere i locutori non portoghesi del Brasile a "integrarsi meglio" nella cultura dominante nazionale. Parlare una lingua diversa dal portoghese in pubblico o persino nella propria casa era considerato antipatriottico e meritevole di severe punizioni.
Come risultato del trauma delle politiche del regime di Vargas, si ebbe uno stigma associato a queste lingue, come spesso ricordato dai parlanti più anziani. Il talian sopravvisse quindi «nella condizione di dialetto parlato a livello familiare e di cerchia ristretta, parentale o semi-parentale». A partire dalla commemorazione del centenario dell'immigrazione italiana (1975), tuttavia, il veneto brasiliano è stato al centro di numerose iniziative di divulgazione, spesso legate a rivendicazioni regionalistiche.

## Caratteristiche

Comuni in cui il talian è co-ufficiale nel Rio Grande do Sul.

Il talian presenta «i tratti tipici di un'enclave linguistica». I tratti linguistici del talian dipendono dalle diverse parlate da cui la koinè ha avuto origine. Essa infatti «possiede una struttura fonologica, morfologica e lessicale veneta con caratteristiche strutturali dei dialetti vicentino, padovano, trevigiano e feltrino-bellunese, più influenze dei dialetti lombardi e del portoghese». L'influenza del portoghese brasiliano si è esercitata, più che sulla fonetica, sul lessico: è il caso, in particolare, dell'introduzione di vocaboli portoghesi per indicare entità non presenti nel contesto d'origine o inesistenti al momento dell'emigrazione. I vocaboli introdotti dal portoghese alla koinè vengono costantemente adattati alle caratteristiche fono-morfologiche della lingua veneta. Al momento della codificazione grammaticale del talian, peraltro, non è mancata la proposta di eliminare questi "brasilianismi", restituendo alla lingua quello che sarebbe stato il suo carattere originario di purezza veneta.
I principali tratti linguistici riconosciuti alla koinè sono i seguenti:

### Tratti distintivi di singole aree dialettali
- mancata dittongazione delle vocali derivate da Ĕ, Ŏ del latino in sillaba chiusa (si ha quindi ['kor], come in vicentino o in trevigiano, e non ['kuor], come in feltrino-bellunese e Rodigino);
- presenza sporadica della vocale anteriore semichiusa arrotondata [ø], tipica delle parlate lombarde;
- eliminazione generalizzata delle vocali finali diverse da -a (si ha quindi [ka'val] nella koinè contro [ka'valo] di vicentino e veronese e [ka'vao] del padovano), forse per interferenza delle parlate lombarde.

### Tratti comuni all'area lombardo-veneta
- nasale velare [ŋ] (per es. in ['paŋ] 'pane'), comune ai principali dialetti italiani della Regione Coloniale Italiana;
- mancata palatalizzazione del gruppo latino -CT-, come tipico del veneto ([fa'to], [la'te], contro il lombardo ['fatʃ], ['latʃ]);
- tendenza all'assibilazione delle affricate palatali sorde (['sinkwue'] 'cinque', ['sento] 'cento', ['braso] 'braccio', ecc., accanto a ['tʃinkue], ['tʃento], contemplate in alcuni dialetti lombardi e veneti);
- inesistenza delle fricative palatali, sostituite dalle corrispondenti sibilanti nei prestiti dal portoghese (per es. [ka'sia] per Caxias, pronunciato in portoghese [ka'ʃias]);
- esito palatale del gruppo latino -CL- (per es. in ['retʃa] 'orecchio').

## Scrittura e pronuncia del talian
Come nella maggior parte delle lingue scritte, fatta eccezione per le parole derivate da altre lingue - nel caso della lingua taliana, le parole derivate dalla lingua portoghese - anche per il talian esiste una corrispondenza tra grafema e fonema.
A differenza del veneto il talian non possiede fonemi estranei all'italiano come le consonanti interdentali e l'approssimante velare.

### Pronuncia dei grafemi
La lettura dei testi scritti taliani, è simile all'italiano, ma ci sono delle eccezioni:
- gli: viene sempre pronunciato /gli/ e mai /ʎi/ non esistendo quest'ultimo in lingua taliana;
- j: viene pronunciato /dʒ/;
- sc, seguito da e o da i: viene pronunciato /stʃ/, non esistendo il fonema /ʃ/ in lingua taliana;
- ss: viene pronunciato /s/;
- z: viene pronunciato /z/, tale fonema è scritto con la lettera z e non con la x, a volte è scritto con la lettera s come in italiano.

### Accento grafico
Gli accenti grafici della lingua taliana sono completamente uguali all'italiano.

### Eccezioni
La parola cour si legge /kɔr/.

## Controversie
Secondo alcuni studiosi, il progressivo livellamento linguistico delle parlate dialettali nella Regione Coloniale Italiana non approdò realmente alla creazione di una grande e unica lingua veicolare, anche per via della concorrenza sempre più forte del portoghese. La koinè permane infatti assai fluida e variabile, permettendo la compresenza di forme concorrenti appartenenti a più sottogruppi dialettali.  In quest'ottica, il "fenomeno talian" sarebbe il risultato di un'autentica pianificazione linguistica, attuata a partire dal I Encontro de Escritores em Talian del 1989: in quell'occasione fu scelto il termine talian per indicare una pretesa lingua veicolare coloniale cui gli stessi promotori non riconoscevano caratteri univocamente condivisi. Precedentemente, si era parlato piuttosto di "veneto" o di "veneto sulriograndense"; la scelta di talian si deve probabilmente a «particolari situazioni storiche di accelerazione del cambiamento, quando il bisogno di un'identità più forte e più allargata si fa sentire».
L'adozione di questa pur avendo conseguenze notevoli sulla coscienza linguistica della comunità italo-brasiliana, non avrebbe influenzato sensibilmente le pratiche linguistiche concrete, irreversibilmente avviate verso la scomparsa dei residui dialettali. Indagini compiute all'inizio del XXI secolo hanno infatti messo in luce una competenza linguistica dialettale ormai limitata alla fascia più anziana degli italo-brasiliani; la progressiva scomparsa dei dialetti nelle generazioni più giovani si lega alle profonde trasformazioni socio-culturali che hanno interessato le comunità italiane (in particolare la scolarizzazione e la diffusione di media in lingua portoghese).

## Produzione culturale
Il talian conta «centinaia di pubblicazioni letterarie». Nel 2013 è nata la rivista «Brasil Talian» allo scopo di diffonderne l'uso; al talian sono stati inoltre dedicati due dizionari (Stawinski 1995, Luzzatto 2000) e una grammatica (Luzzatto 1994), oltre a un progetto di insegnamento tramite la musica (Miazzo 2014). In Brasile dal 1996 è previsto per legge l'insegnamento di una seconda lingua a partire dalla quinta elementare; il talian è quindi entrato in competizione, non priva di risvolti ideologici, con l'italiano standard, maggiormente formalizzato e veicolo di una più ampia produzione culturale. Ogni proposta di introduzione del talian nelle scuole, peraltro, si deve necessariamente scontrare con la diversificazione delle parlate dialettali, dato che non tutte le comunità condividono l'uso della koinè, e con la mancanza di una formazione professionale che abiliti gli educatori all'insegnamento dei vari dialetti.
Alle comunità talian sono stati dedicati i documentari I-Talian del Brasile (diretto da Roberto Torelli e Rodolfo Ricci, prodotto dalla Federazione Italiana Lavoratori Emigranti e Famiglie, 80', 2003) e Brasil Talian (scritto e diretto da André Constantin, 65', 2014). In Brasile sono inoltre attive circa 200 radio che effettuano trasmissioni in talian; in particolare, circa 40 di esse trasmettono il programma Taliani Nel Mondo, realizzato da Edgar Maróstica nella città di Serafina Corrêa. Il talian trasmesso da queste radio, tuttavia, è caratterizzato da una forte commistione grammaticale e lessicale con il portoghese.

## Riconoscimenti istituzionali
Nel 2009 il talian è stato dichiarato parte del patrimonio linguistico negli Stati del Rio Grande do Sul e di Santa Catarina, nonché lingua co-ufficiale, insieme al portoghese, nel comune riograndense di Serafina Corrêa, la cui popolazione è al 90% di origine italiana. Infine, nel 2014 il talian è stato dichiarato parte del patrimonio culturale del Brasile (Língua e referência cultural brasileira); secondo la stima divulgata in questa occasione, il veneto brasiliano sarebbe parlato da circa 500.000 persone in 133 città.